# Marie-Laure Brunet
Marie-Laure Brunet (Lannemezan, 20 de noviembre de 1988) es una deportista francesa que compitió en biatlón.
Participó en los Juegos Olímpicos de Vancouver 2010, obteniendo dos medallas, plata en la prueba de relevos y bronce en persecución. Ganó nueve medallas en el Campeonato Mundial de Biatlón entre los años 2008 y 2013.

## Palmarés internacional
| Juegos Olímpicos   | Juegos Olímpicos             | Juegos Olímpicos  | Juegos Olímpicos |
| Año                | Lugar                        | Medalla           |                  |
| ------------------ | ---------------------------- | ----------------- | ---------------- |
| 2010               | Vancouver (Canadá)           | Medalla de plata  | Relevos          |
| 2010               | Vancouver (Canadá)           | Medalla de bronce | Persecución      |
| Campeonato Mundial |                              |                   |                  |
| Año                | Lugar                        | Medalla           | Prueba           |
| 2008               | Östersund (Suecia)           | Medalla de bronce | Relevos          |
| 2009               | Pyeongchang (Corea del Sur)  | Medalla de oro    | Relevo mixto     |
| 2009               | Pyeongchang (Corea del Sur)  | Medalla de bronce | Relevos          |
| 2011               | Janty-Mansisk (Rusia)        | Medalla de plata  | Relevos          |
| 2011               | Janty-Mansisk (Rusia)        | Medalla de bronce | Relevo mixto     |
| 2012               | Ruhpolding (Alemania)        | Medalla de plata  | Individual       |
| 2012               | Ruhpolding (Alemania)        | Medalla de plata  | Salida en grupos |
| 2012               | Ruhpolding (Alemania)        | Medalla de plata  | Relevos          |
| 2013               | Nové Město (República Checa) | Medalla de plata  | Relevo mixto     |